# 초기화 (프로그래밍)
컴퓨터 프로그래밍에서 초기화(初期化, initialization, initialisation)는 데이터 오브젝트나 변수의 초기 값 할당 또는 '선언된 변수에 처음 값을 저장하는 것'을 의미한다.

## C 계열 언어

### 이니셜라이저
C/C99/C++에서 이니셜라이저(initializer, 초기화 함수)는 선언자의 선택적 부분이다. '=' 문자, 그리고 { } 괄호식의 콤마 구분 목록이나 식으로 구성된다. 전자의 경우 이니셜라이저 리스트(initializer list) 또는 초기화 리스트(initialization list)라고 한다. 초기화를 포함하는 선언은 보통 정의(definition)라고 한다.
"선언"과 "정의"라는 용어 간 구별을 하는 것이 좋은데, 선언의 경우 데이터 객체(또는 함수)의 할당을 의미한다. 실질적으로 C++ 표준에 따르면 정의가 곧 선언이다. 그러나 선언과 정의의 이러한 용례가 형식적으로는 잘못된 것이지만 일상화되어 있다. 그러나 모든 정의가 선언으로 계수되더라도 그 반대는 참이 아니다. 모든 선언이 정의는 아니다.
C의 예:
```
int
 
i
 
=
 
0
;

int
 
k
[
4
]
 
=
 
{
0
,
 
1
};

char
 
tx
[
3
]
 
=
 
'a'
;

char
 
ty
[
2
]
 
=
 
'f'
;

struct
 
Point
 
{
int
 
x
;
 
int
 
y
;}
 
p
 
=
 
{
 
.
y
 
=
 
13
,
 
.
x
 
=
 
7
 
};

```

C++의 예:
```
int
 
i2
(
0
);

int
 
j
[
2
]
 
=
 
{
rand
(),
 
k
[
0
]};

MyClass
*
 
xox
 
=
 
new
 
MyClass
(
0
,
 
"zaza"
);

point
 
q
 
=
 
{
0
,
 
i
 
+
 
1
};

```